# Bíblia de Cervera

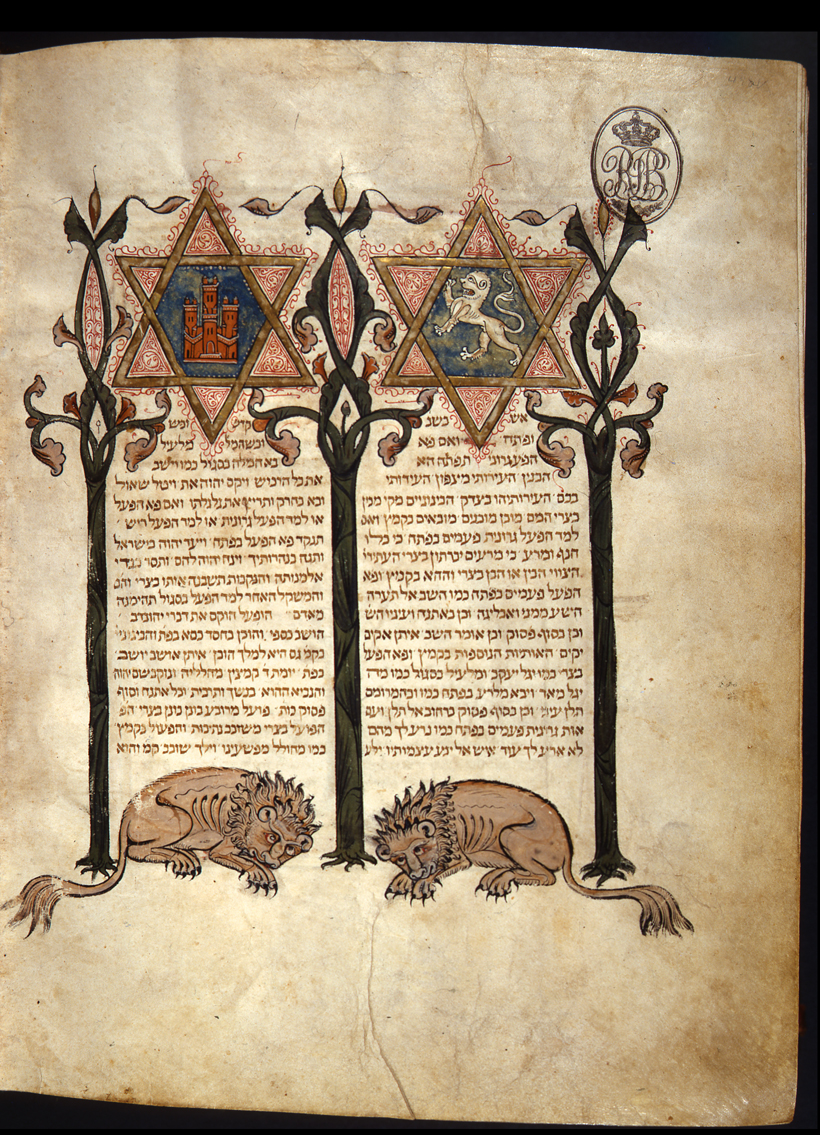
Bíblia de Cervera, colofon no final da obra com as armas de Castela e Leão inseridas em Estrelas de David, e leões de guarda a seus pés (fl 448^{v})

A chamada Bíblia de Cervera (IL. 72) é um texto bíblico manuscrito e iluminado datado de 30 de Julho de 1299, quando a obra foi iniciada, e 19 de Maio de 1300, quando foi concluída. Foi executada em Cervera, na província de Lérida, na Catalunha, e conserva-se hoje em Portugal. 
A Bíblia de Cervera é uma chamada Bíblia Hebraica, ou mais correctamente Tanakh, a colecção dos principais textos sagrados do judaísmo. Como tal inclui apenas os livros do Velho Testamento das Sagradas Escrituras da religião cristã. Pela antiguidade e excelência do trabalho é a mais importante obra do género existente em Portugal, e das mais importantes a nível mundial. Foi peça central durante a exposição Medieval Jewish Art in Context no Metropolitan Museum of Art, de 22 de Novembro de 2011 a 16 de Janeiro de 2012.
A obra encontrava-se no início do século XIX nos Países Baixos, para onde muitos Judeus da nação portuguesa tinham emigrado durante o reinado de D. Manuel I de Portugal, principalmente depois do Massacre de Lisboa de 1506. Entrou em Portugal por iniciativa de António Ribeiro dos Santos (1745-1818), Bibliotecário-Mor da Real Bibliotheca Pública da Corte (fundada em 1796, hoje a Biblioteca Nacional de Portugal), que no ano de 1804 a adquiriu em Haia pela quantia de 240 mil reis.

## Características

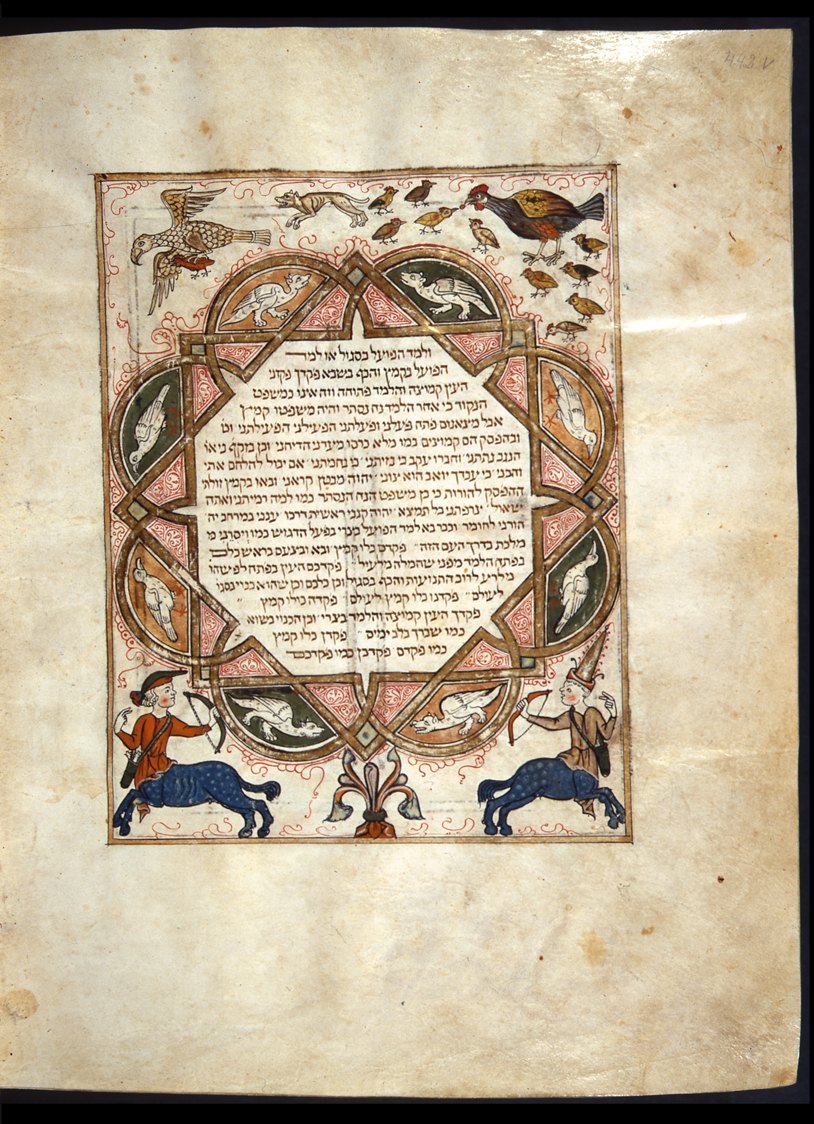
Centauros (fl 442^{v})

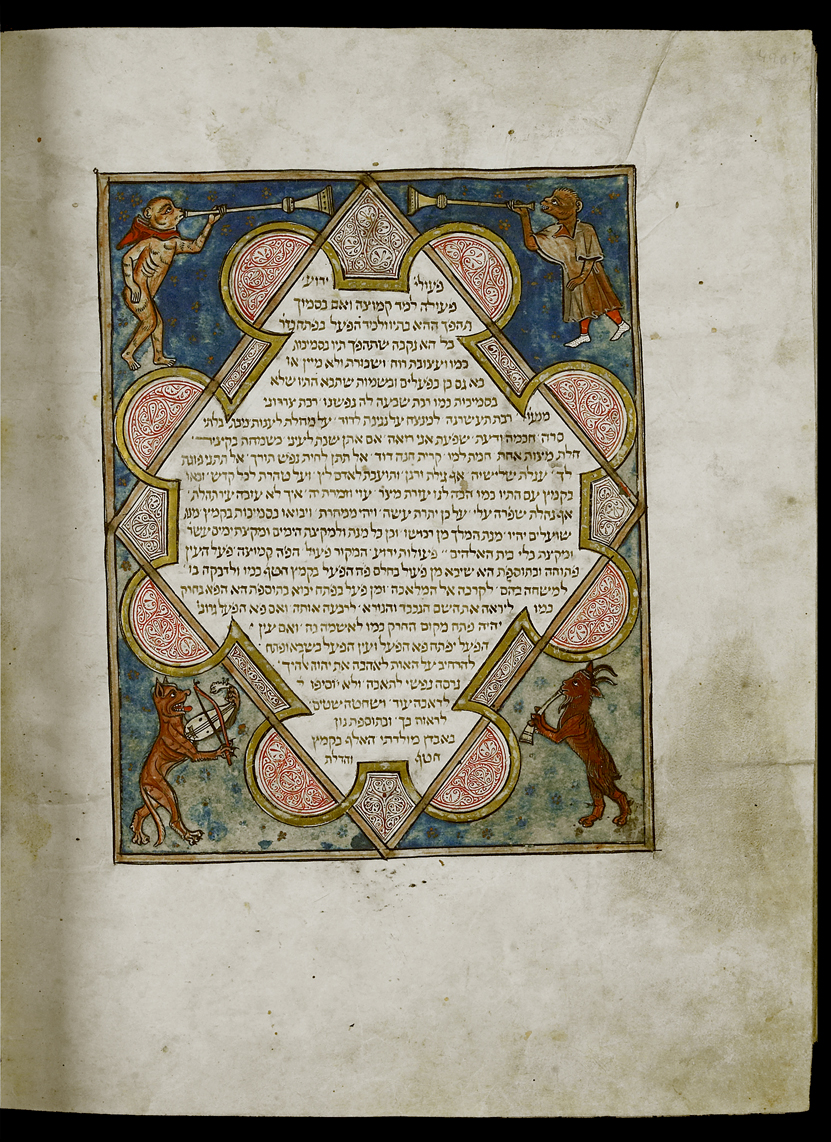
Seres fantásticos (fl 440^{v})

O códice da Bíblia de Cervera contém 226 fólios em pergaminho, nas dimensões 282 x 220 mm. A encadernação, com pastas de cartão revestidas a pele vermelha gravada a ouro, é já do século XVIII; o peso do códice é cerca de 4,3 kg. A obra encontra-se hoje na Biblioteca Nacional de Portugal, em Lisboa (cota IL. 52). Como qualquer livro escrito na língua hebraica, deve ser lido da direita para a esquerda, o que se reflecte na numeração dos fólios. 
Para além da Massorá, isto é, o texto religioso, o livro contém ainda o tratado de gramática Sefer Haniqud de David Qimhi (1160?-1235?), e tem a particularidade de abrir e encerrar com trechos do tratado. Inclui comentários masotéricos - um exame crítico ao texto da Bíblia, com notas sobre a escritura, o vocabulário e a pronunciação. O texto foi copiado por Samuel ben Abraham ibn Nathan - que copiou o tratado de gramática - e Josué ben Abraham ibn Gaon. As iluminuras são da autoria de Josef Asarfati, um judeu de origem francesa fixado em Castela, que assinou a sua obra  mais de vinte vezes ao longo do livro. A Bíblia de Cervera é assim um raro exemplo de um manuscrito hebraico da Idade Média com assinatura expressa do artista. O livro termina com o colofon do copista do texto religioso, seguido do colofon do iluminista - este último, em letras zoomórficas, no último fólio do códice (fl 449r). 
A ordem dos textos nas primeiras duas partes, a Torá (o Pentateuco) e os Neviim (os Profetas, obedece ao padrão das Bíblias Hebraicas. Já a terceira e última parte, os Ketuvim ou Escritos, encontra-se normalmente dividida em três grupos: os Livros Poéticos, os Cinco Rolos, e outros escritos. A Bíblia de Cervera não segue bem o padrão das Bíblias Hebraicas quanto a esta parte. No entanto, este padrão não é observado rigorosamente; vários outros destes manuscritos, entre os quais a Bíblia Hebraica Stuttgartensia, fogem também à seguinte "regra", cujo valor não deve ser exagerado.
| Padrão dos textos das Bíblias hebraicas | Ordem dos textos na Bíblia de Cervera |
| --------------------------------------- | ------------------------------------- |
|                                         | Um Rolo                               |
|                                         | Rute                                  |
| Os Três Livros Poéticos                 | Os Três Livros Poéticos               |
| Salmos                                  | Salmos                                |
| Provérbios                              | Job                                   |
| Job                                     | Provérbios                            |
| Os Cinco Rolos                          | Quatro Rolos                          |
| Cântico dos Cânticos                    | Eclesiastes                           |
| Rute                                    | Cântico dos Cânticos                  |
| Lamentações                             | Lamentações                           |
| Eclesiastes                             | Ester                                 |
| Ester                                   |                                       |
| Escritos                                | Escritos                              |
| Daniel                                  | Daniel                                |
| Esdras e Neemias                        | Esdras e Neemias                      |
| Crónicas                                | Crónicas                              |

## Conteúdo

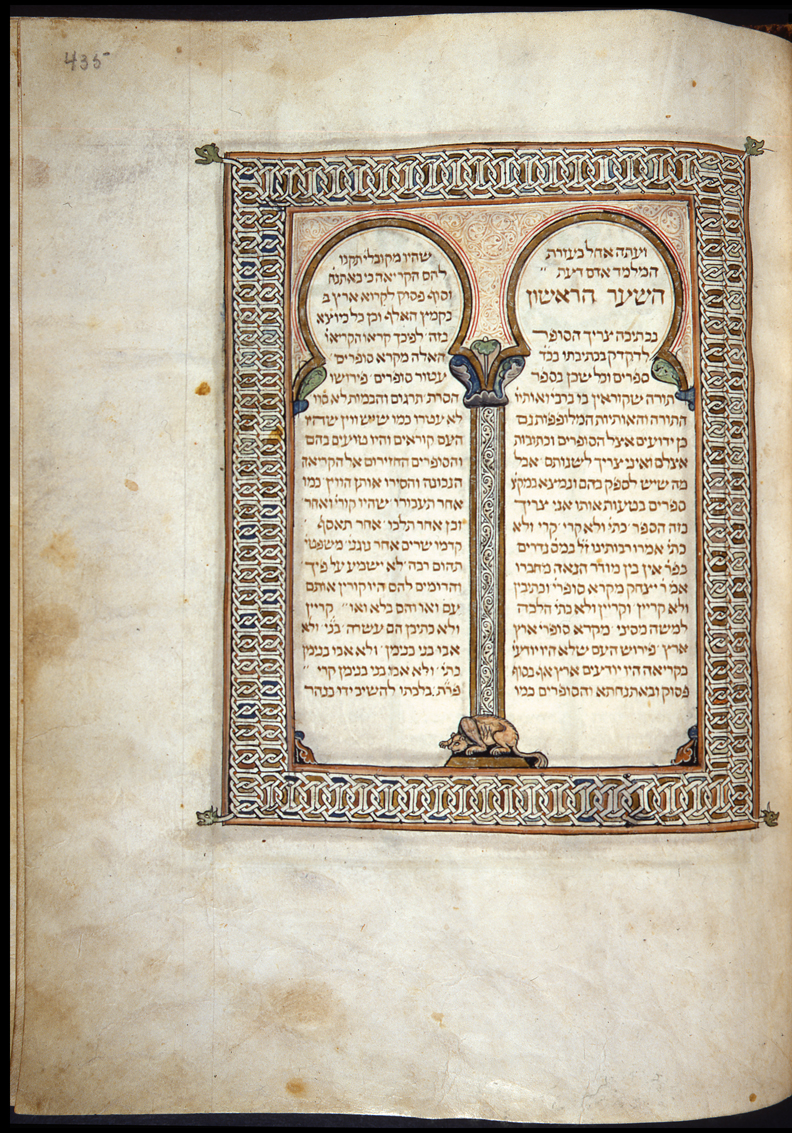
Arcos de ferradura (fl 435^{r}). Ver também o Livro das Aves (1184)

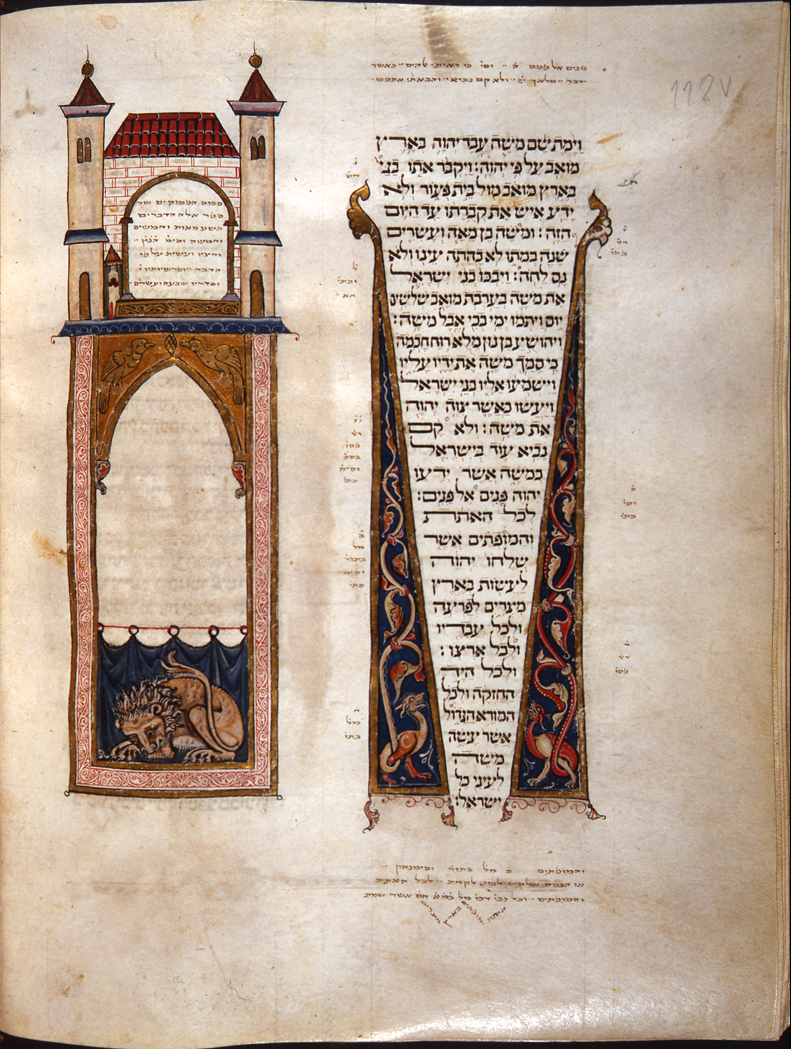
Página final do Deuteronómio (fl 118^{v})

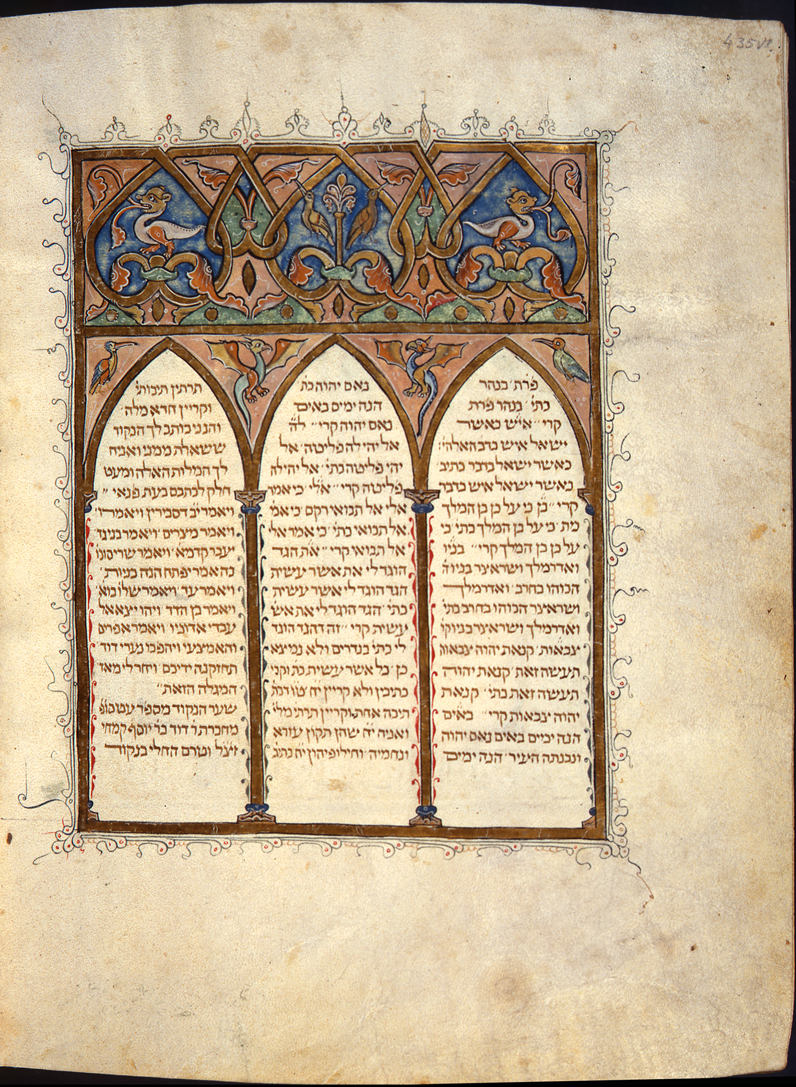
Arcos ogivais (fl 435^{v})

NOTA Por conveniência, no seguinte referem-se os títulos dos livros como são chamados no Velho Testamento da Bíblia cristã.

### Tratado de gramática
- Tratado de gramática Sefer Haniqud, de David Qimhi

### Torá
(Pentateuco)
- Génesis
- Êxodo
- Levítico
- Números
- Deuteronómio

### Neviim
(Profetas)
- Antigos Profetas
  - Josué
  - Juízes
  - Samuel
  - Reis

- Últimos Profetas
  - Isaías
  - Jeremias
  - Ezequiel
  - Profetas Menores
    - Oseias
    - Joel
    - Amós
    - Abdias
    - Jonas
    - Miqueias
    - Naum
    - Habacuc
    - Sofonias
    - Ageu
    - Zacarias
    - Malaquias

### Ketuvim
(Escritos)
- Rute
- Salmos
- Job
- Provérbios
- Eclesiastes
- Cântico dos Cânticos
- Lamentações
- Ester
- Daniel
- Esdras
- Neemias
- Crónicas

### Colofon
- Colofon do copista do tratado de gramática, Samuel, filho do Rabi Abraham Natan

### Tratado de gramática
- Tratado de gramática Sefer Haniqud, de David Qimhi

### Colofon
- Colofon do iluminador, Josef Hasarfati

## Galeria

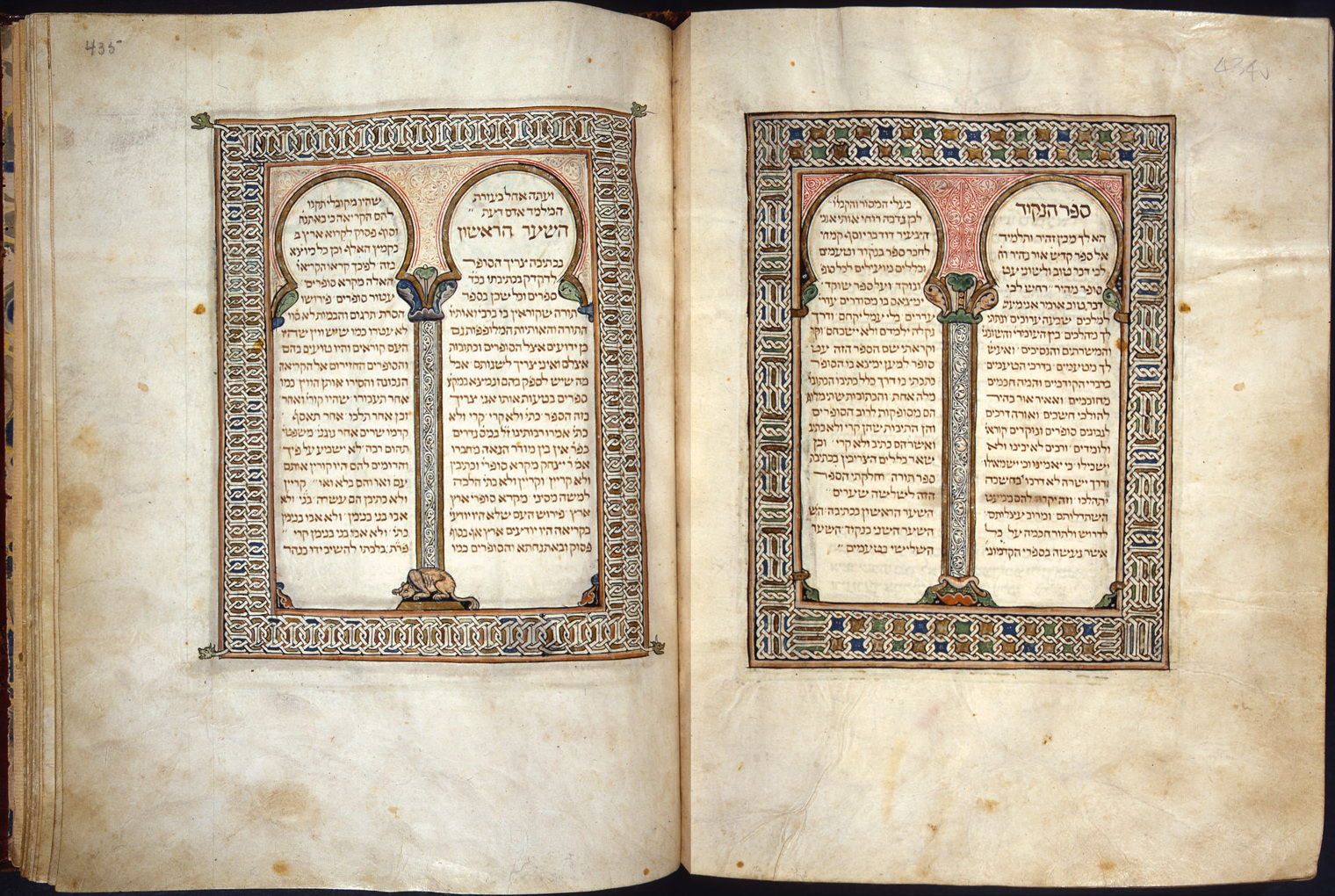
Fólios 434v-435r
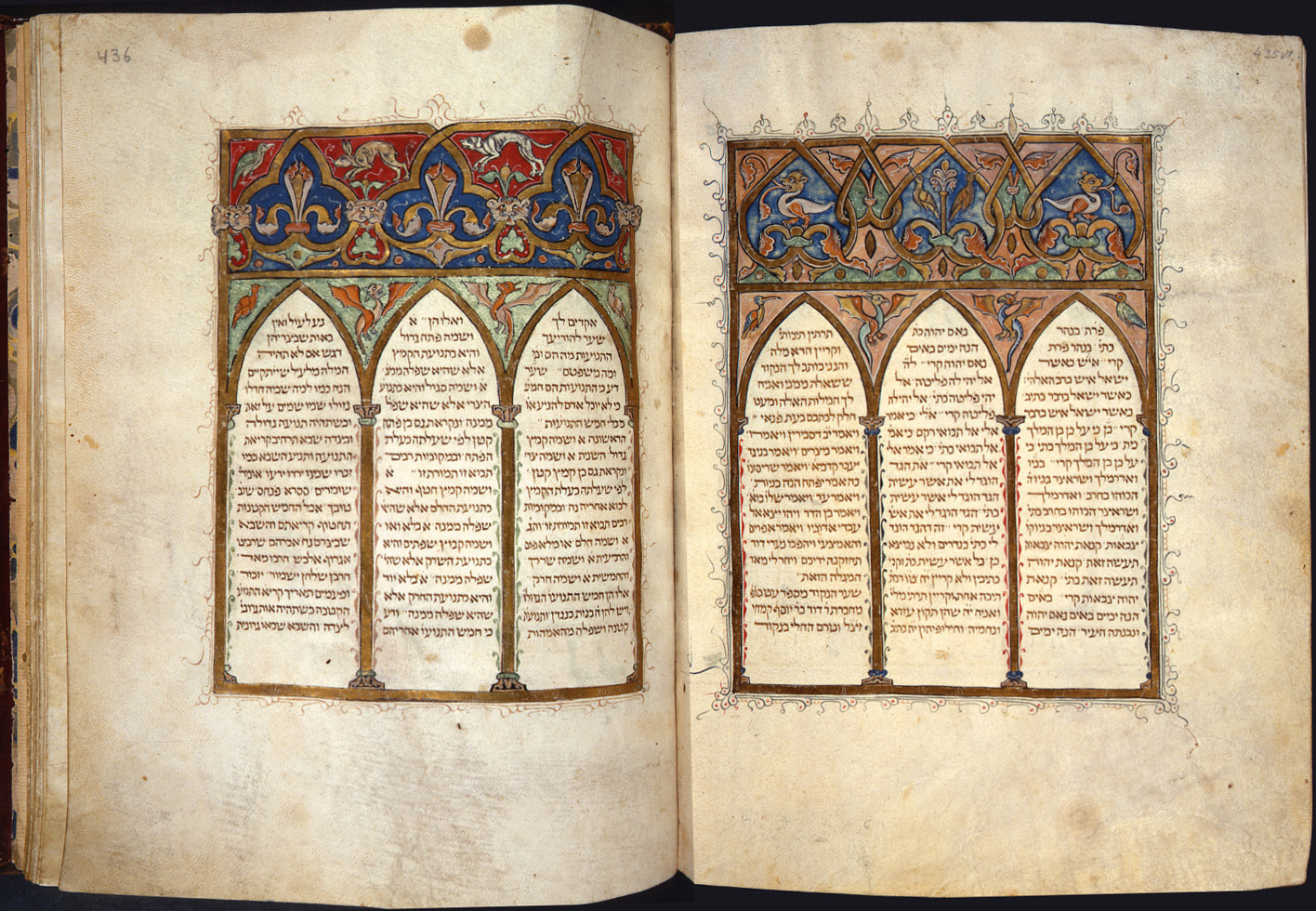
Fólios 435v-436r
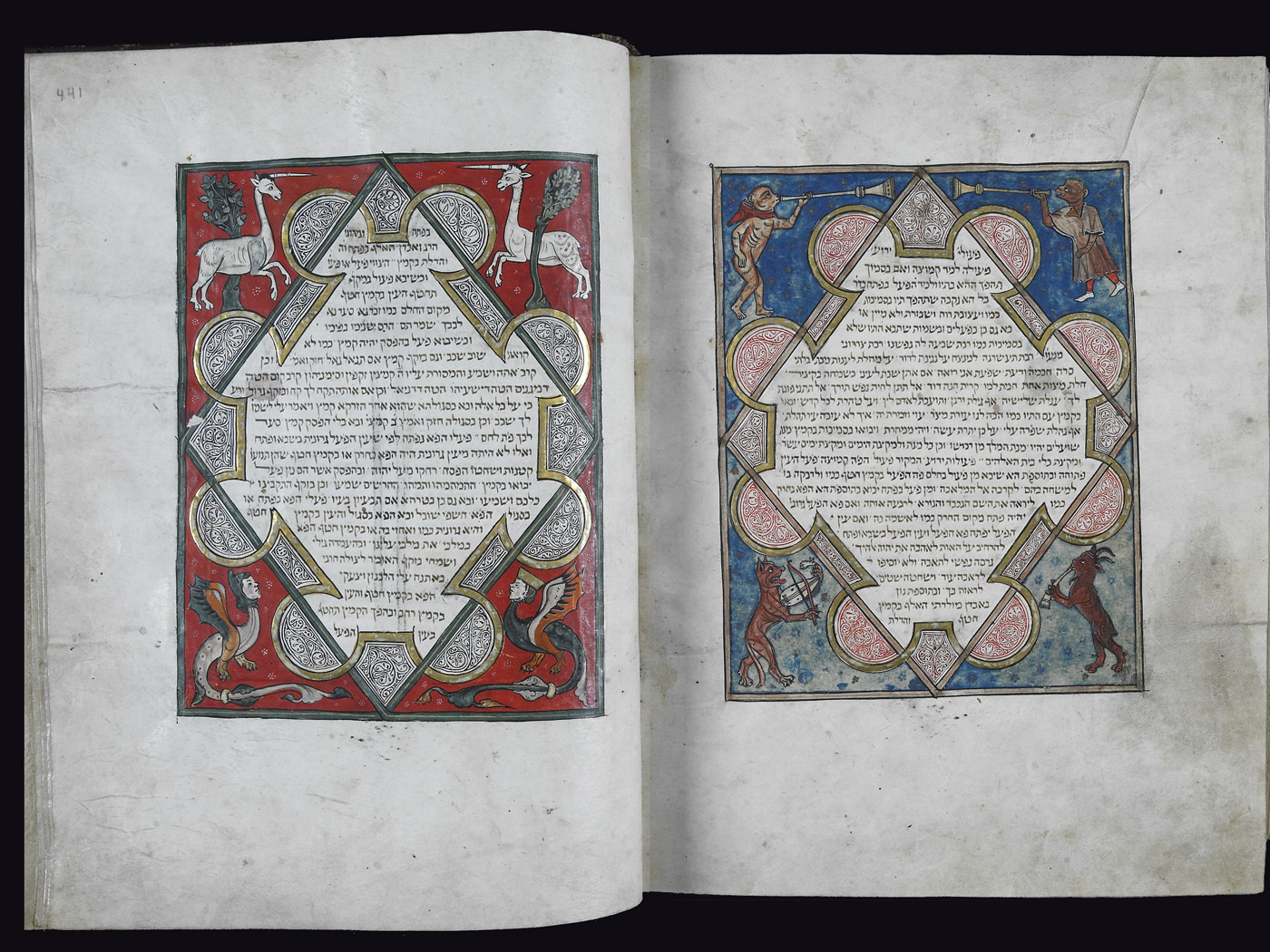
Fólios 440v-441r
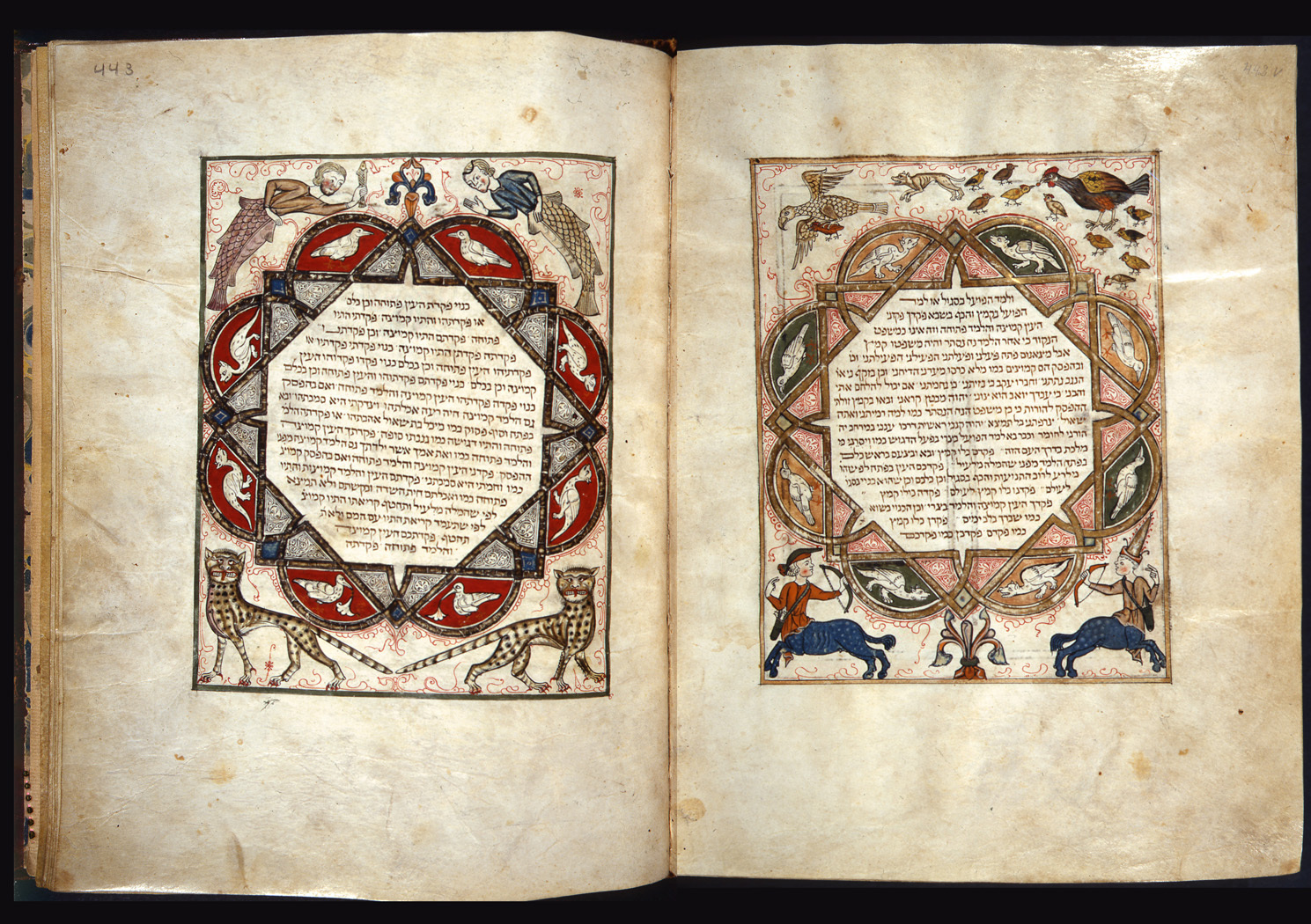
Fólios 442v-443r
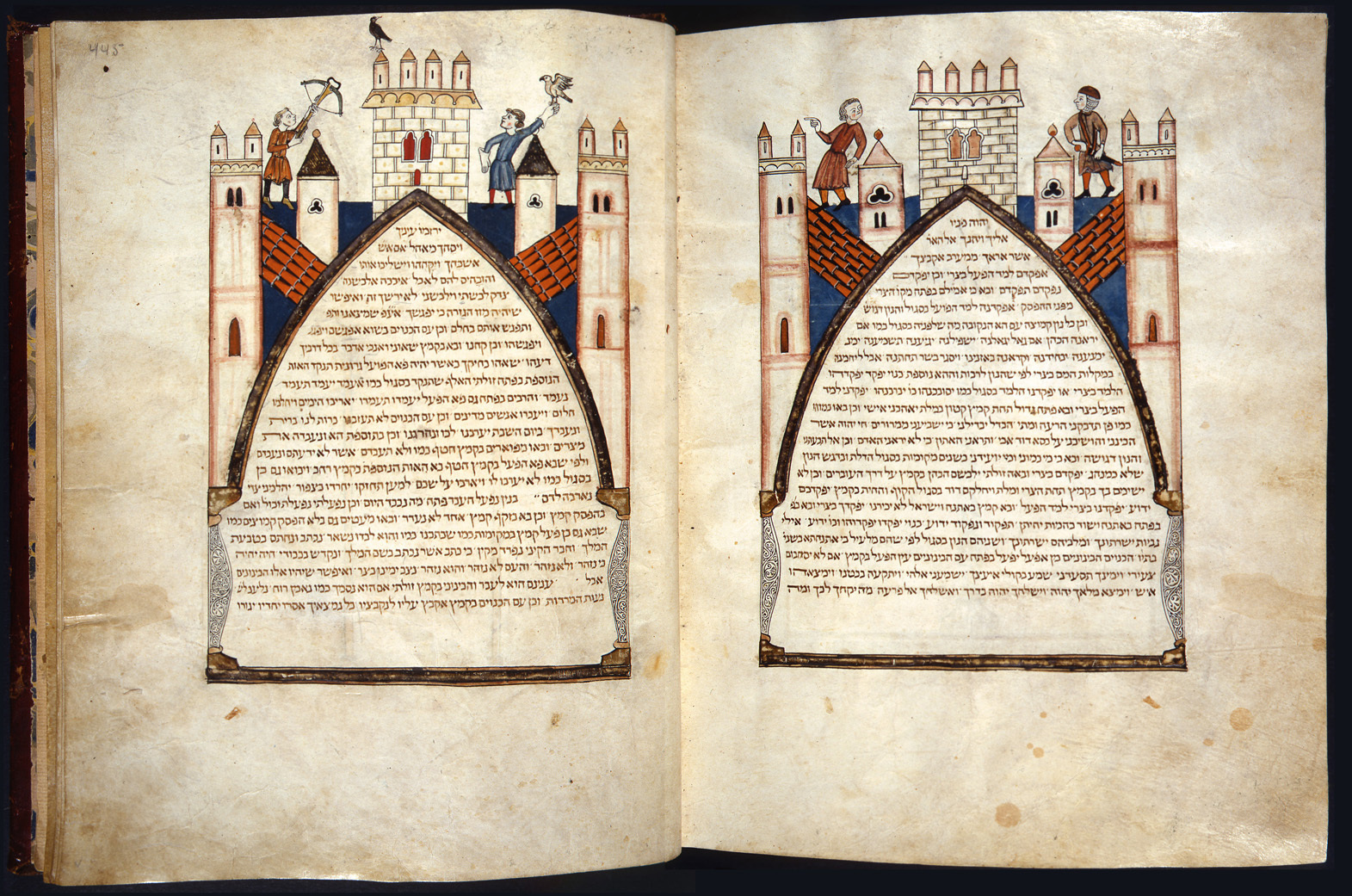
Fólios 444v-445r
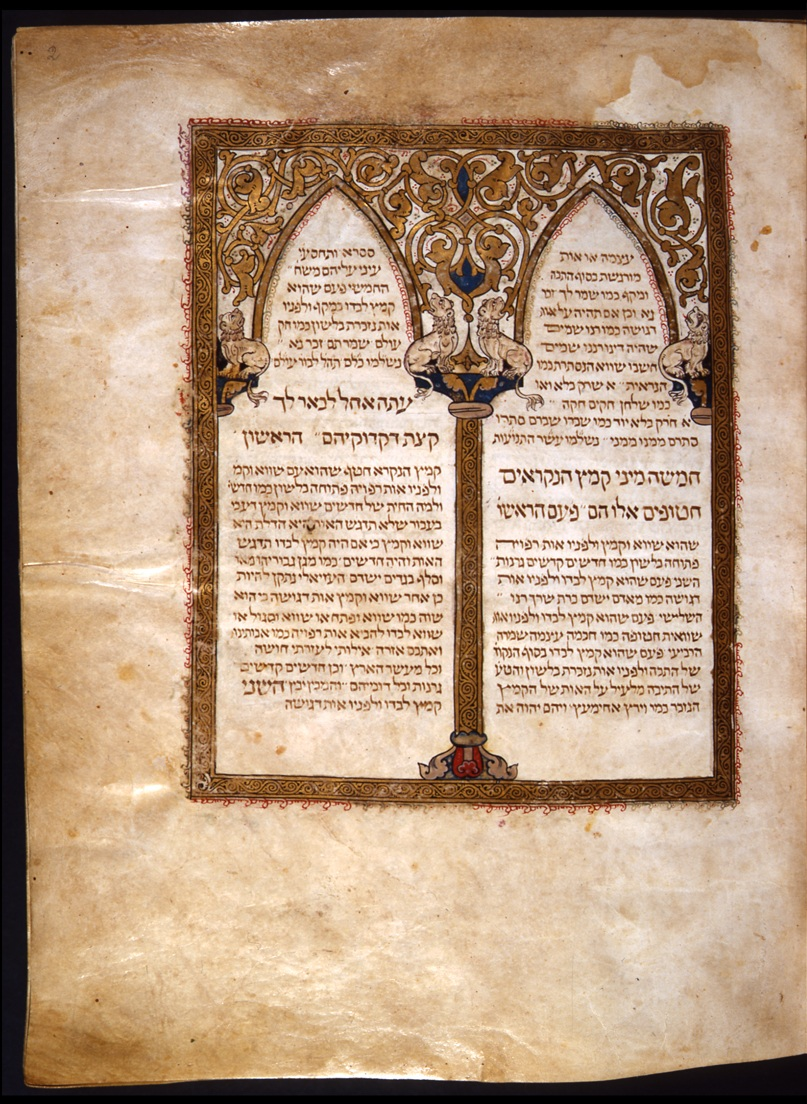
Gramática (fl 2r)
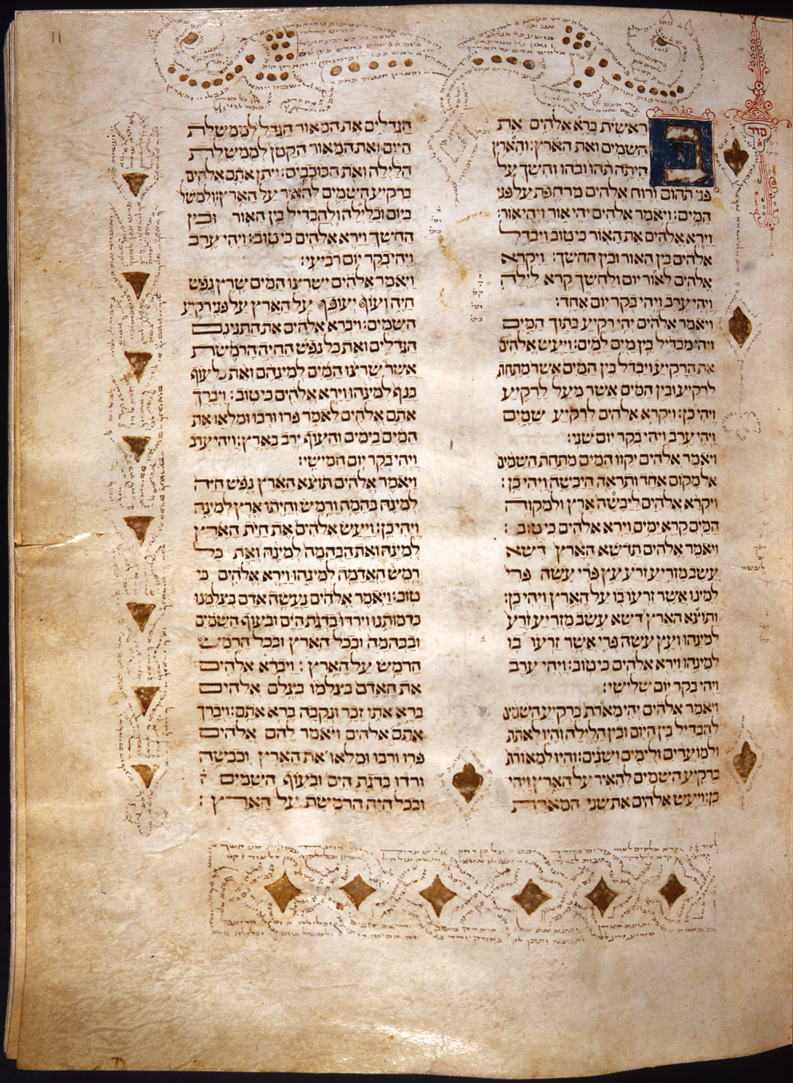
Génesis (fl 11r)
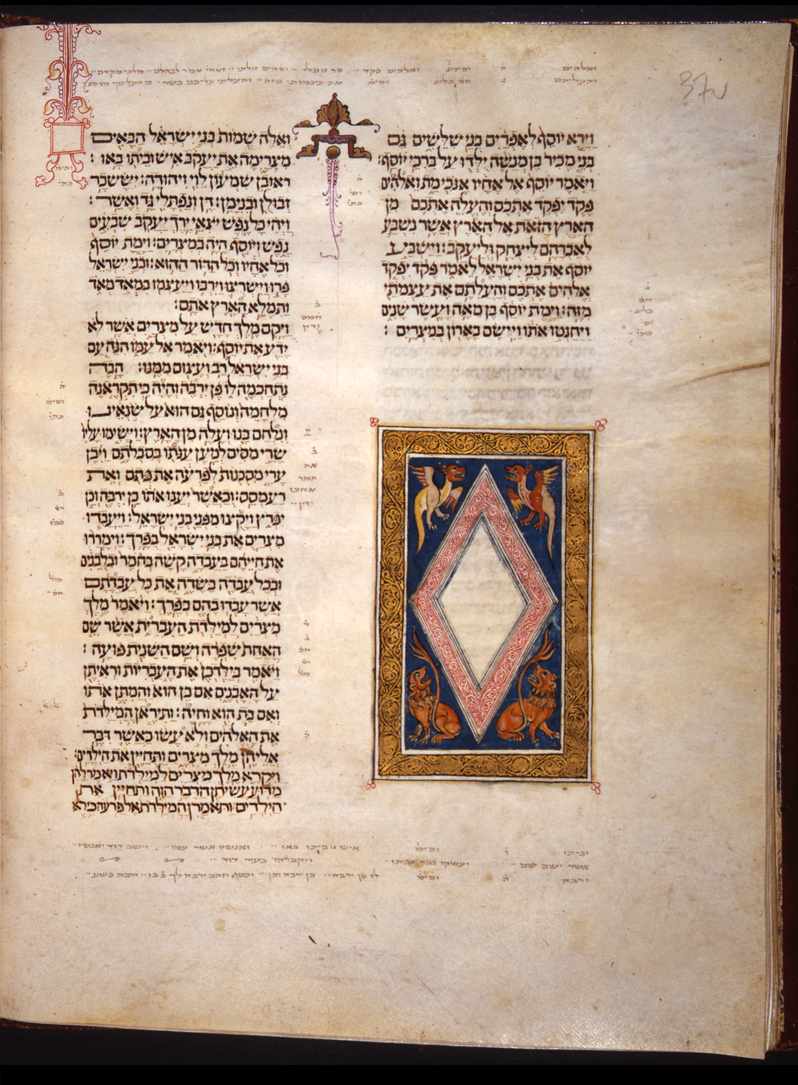
Êxodo (fl 37v)
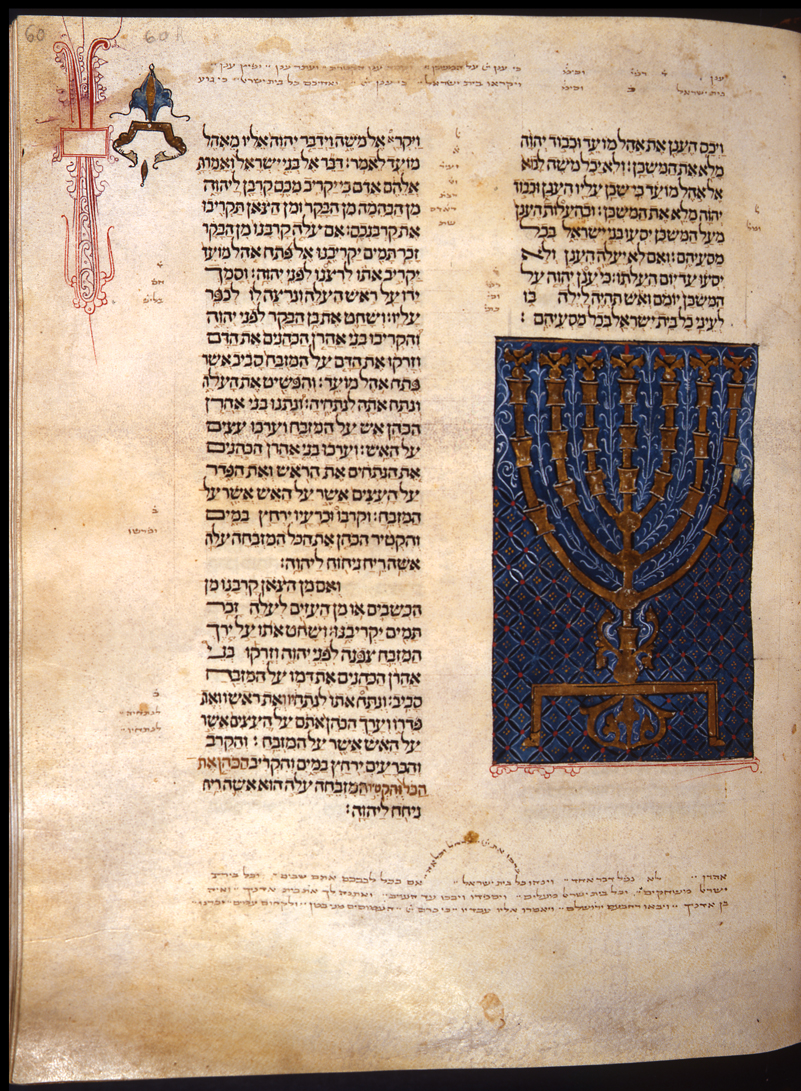
Levítico (fl 60r)
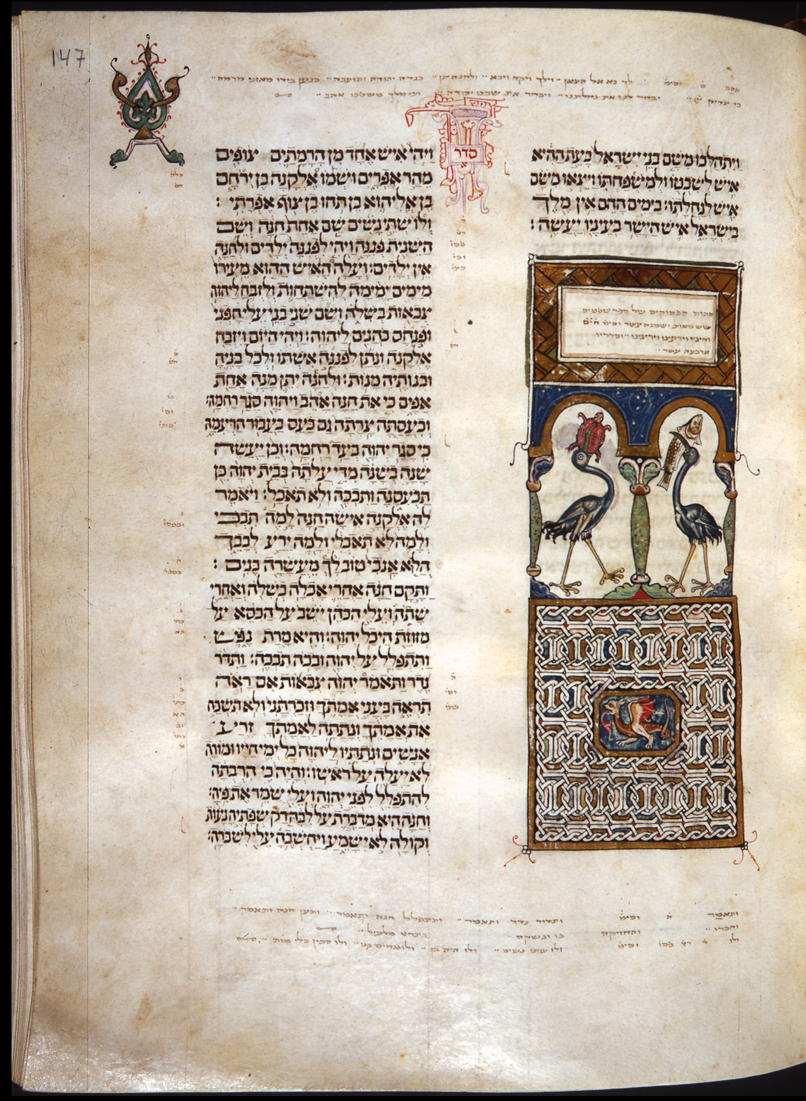
Samuel (fl 147r)
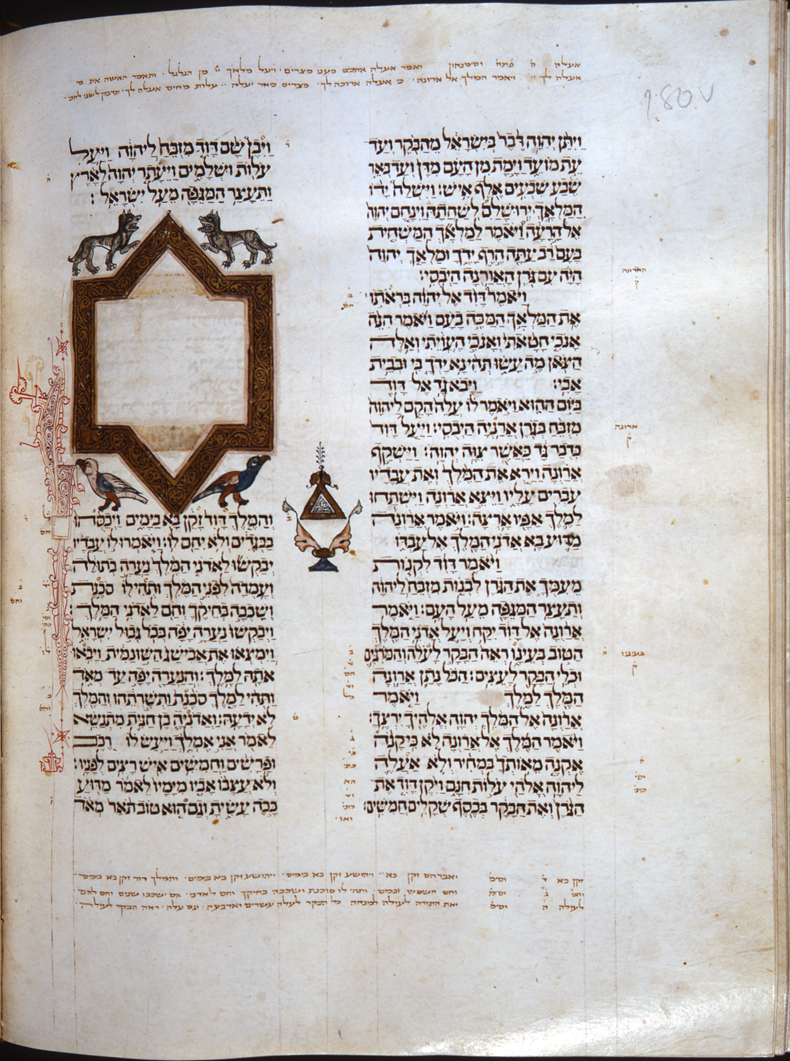
Reis (fl 180v)
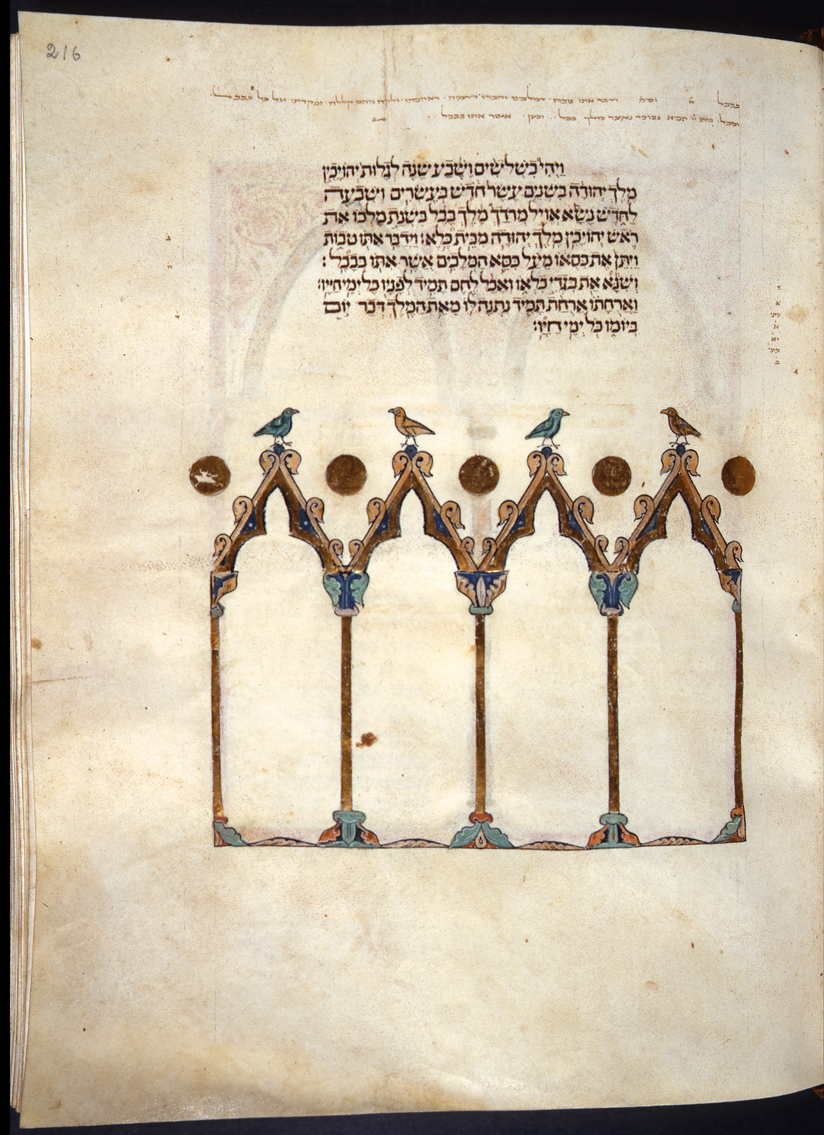
Arcadas sem texto (fl 216r)
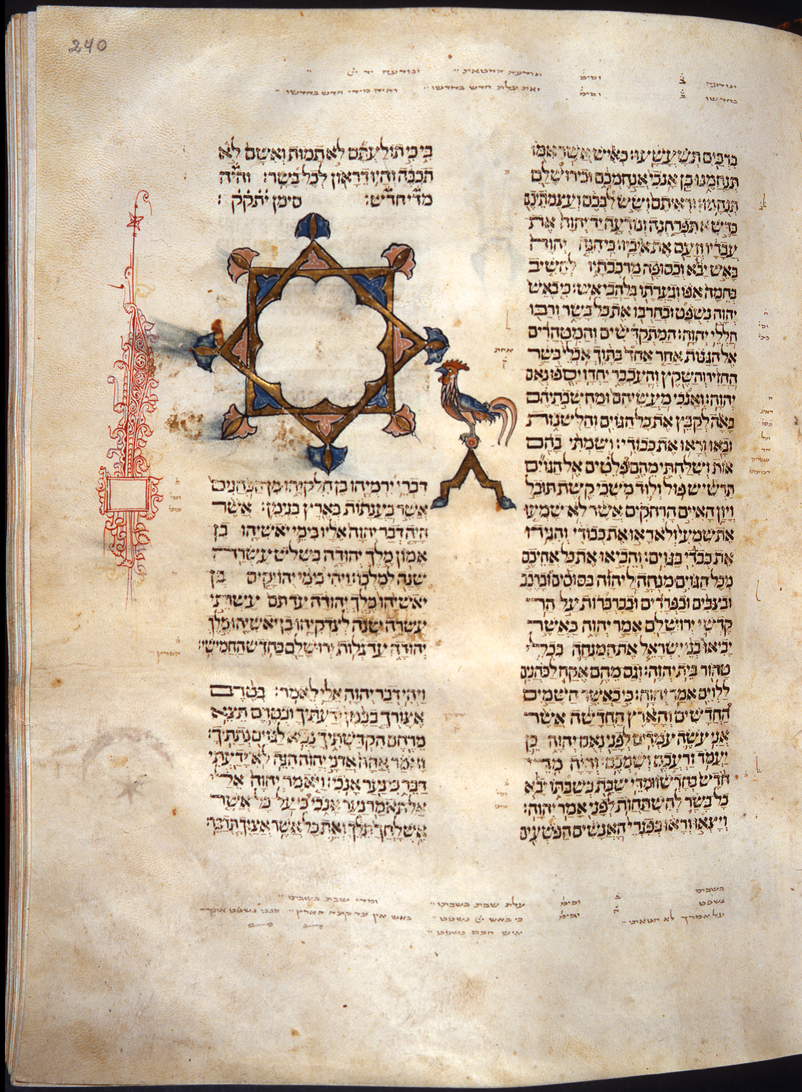
Jeremias (fl 240r)
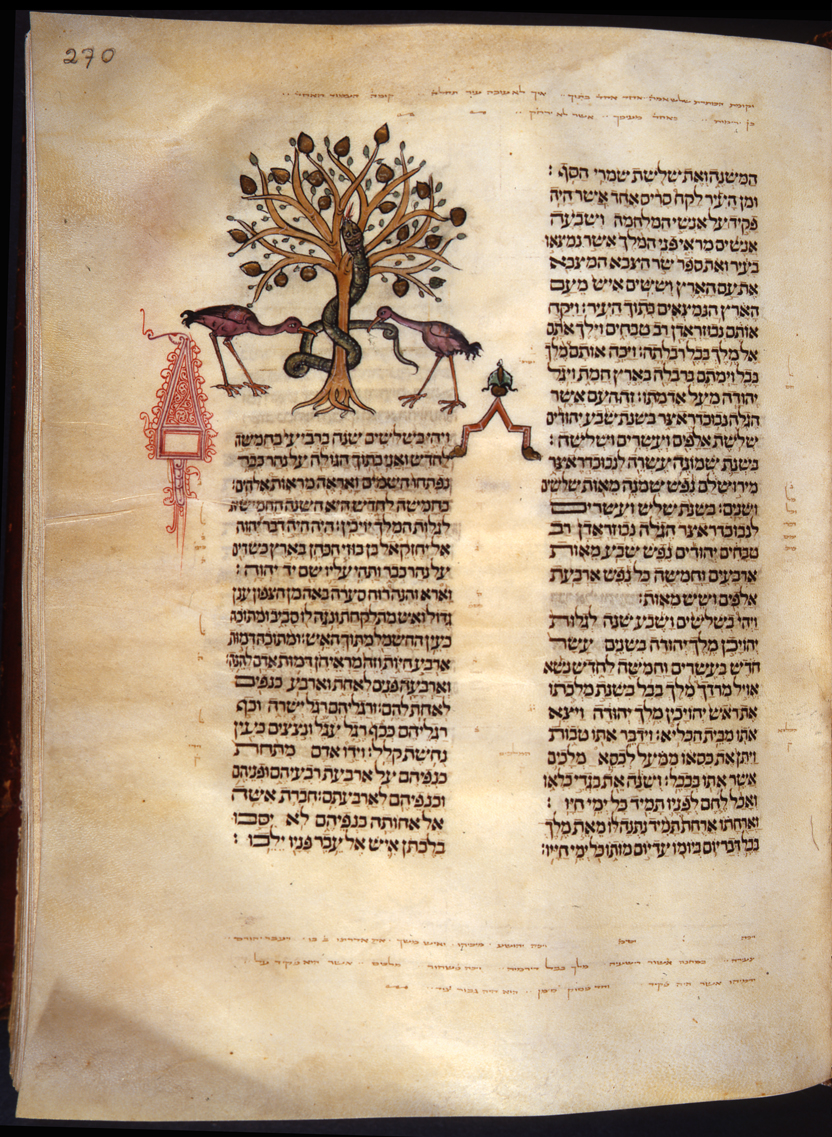
Ezequiel (fl 270r)
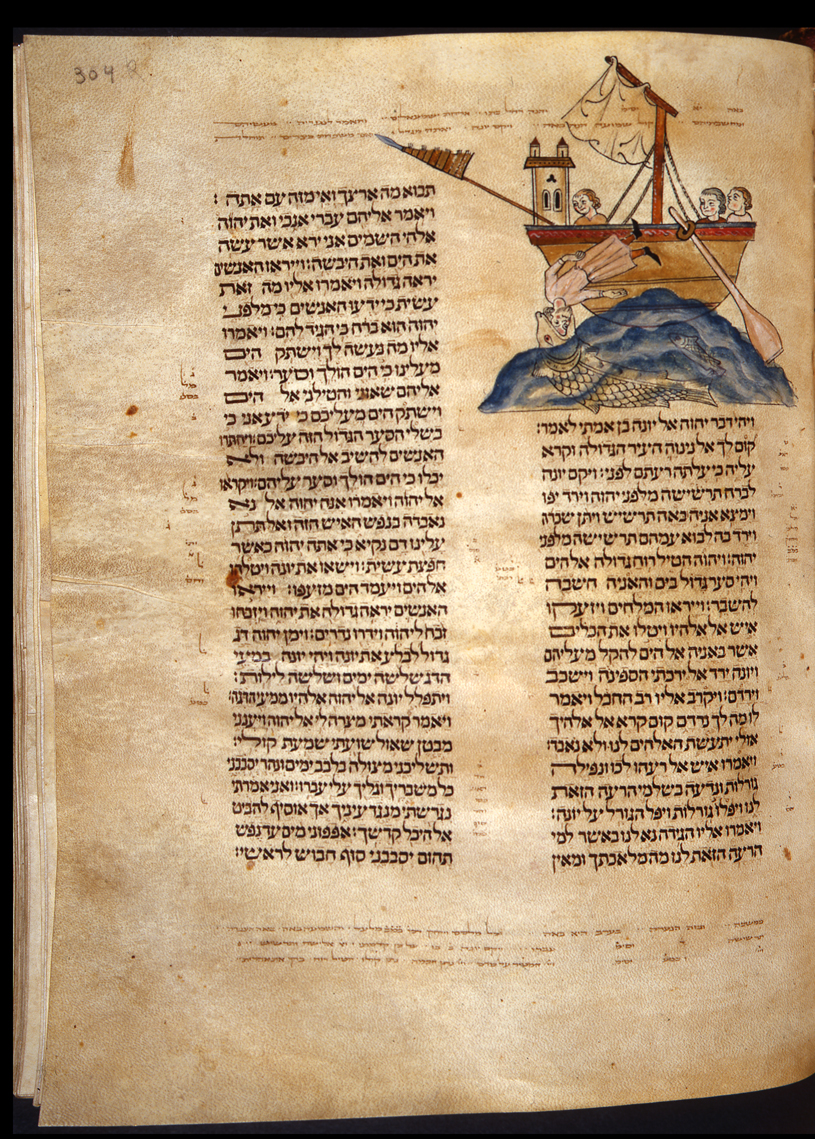
Jonas (fl 304r)
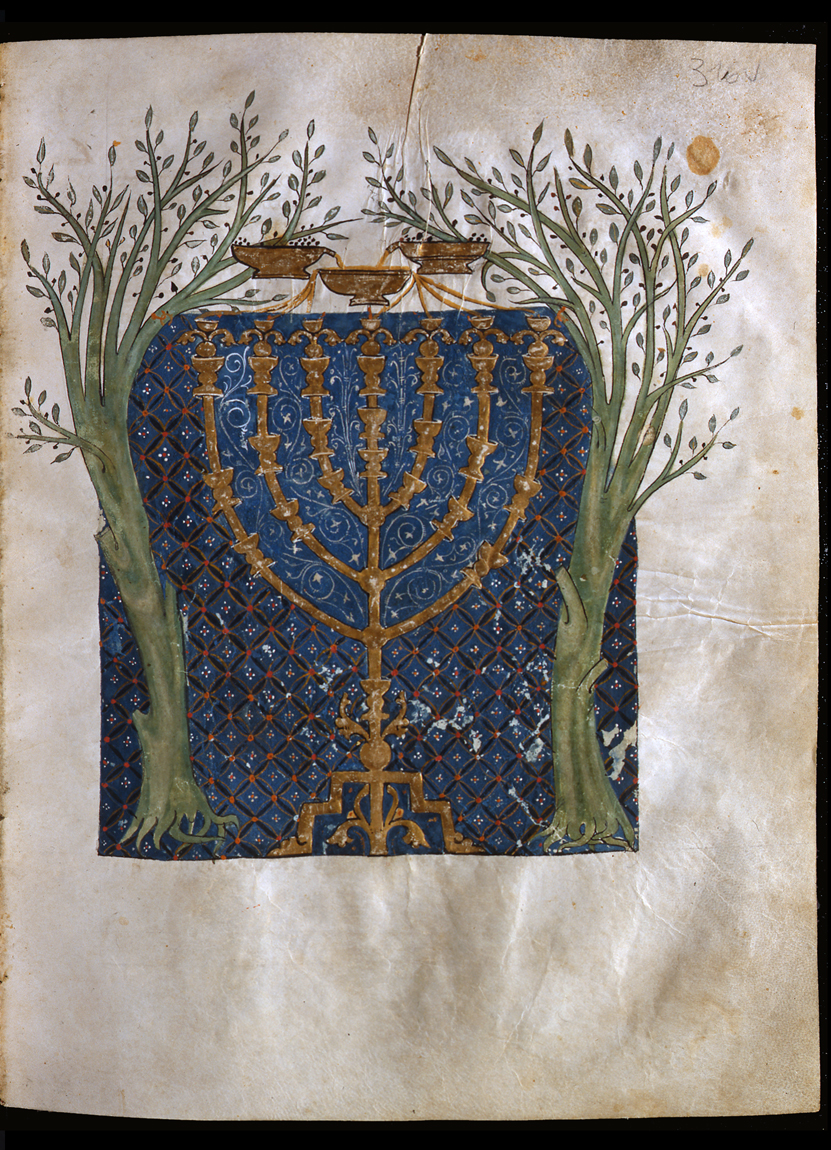
Menorá da Visão de Zacarias (fl 316v)
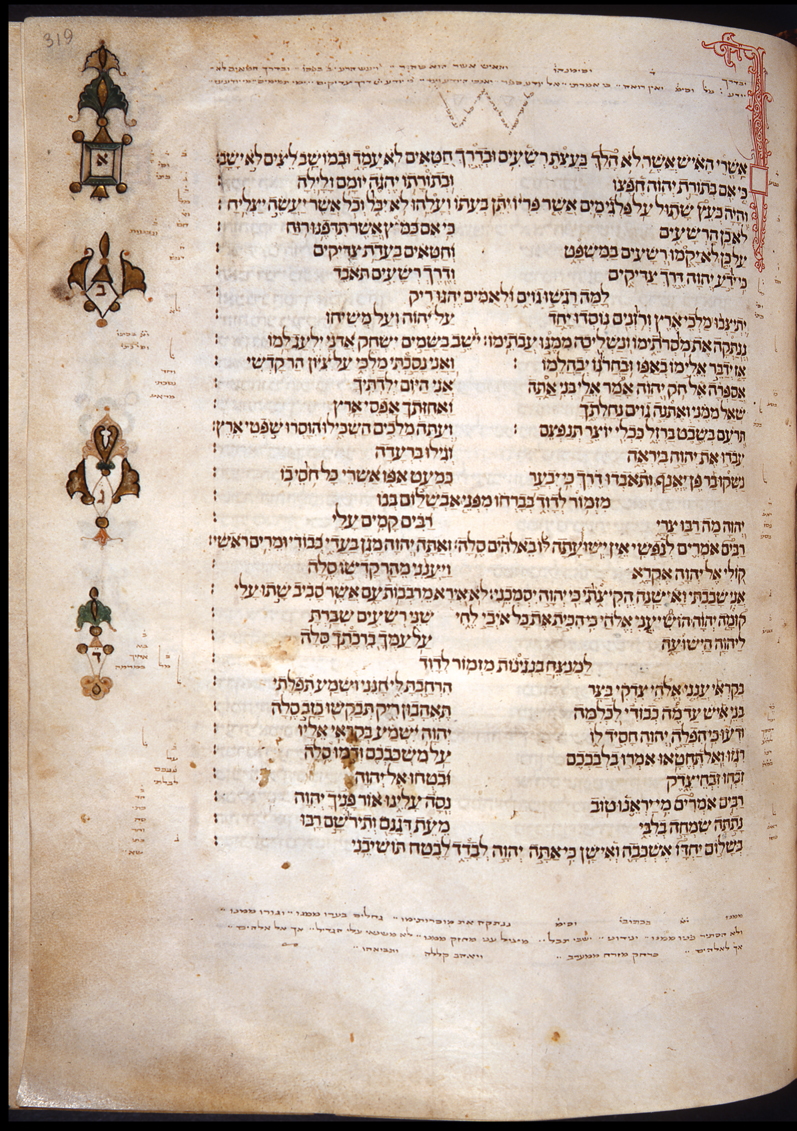
Salmos (fl 319r)
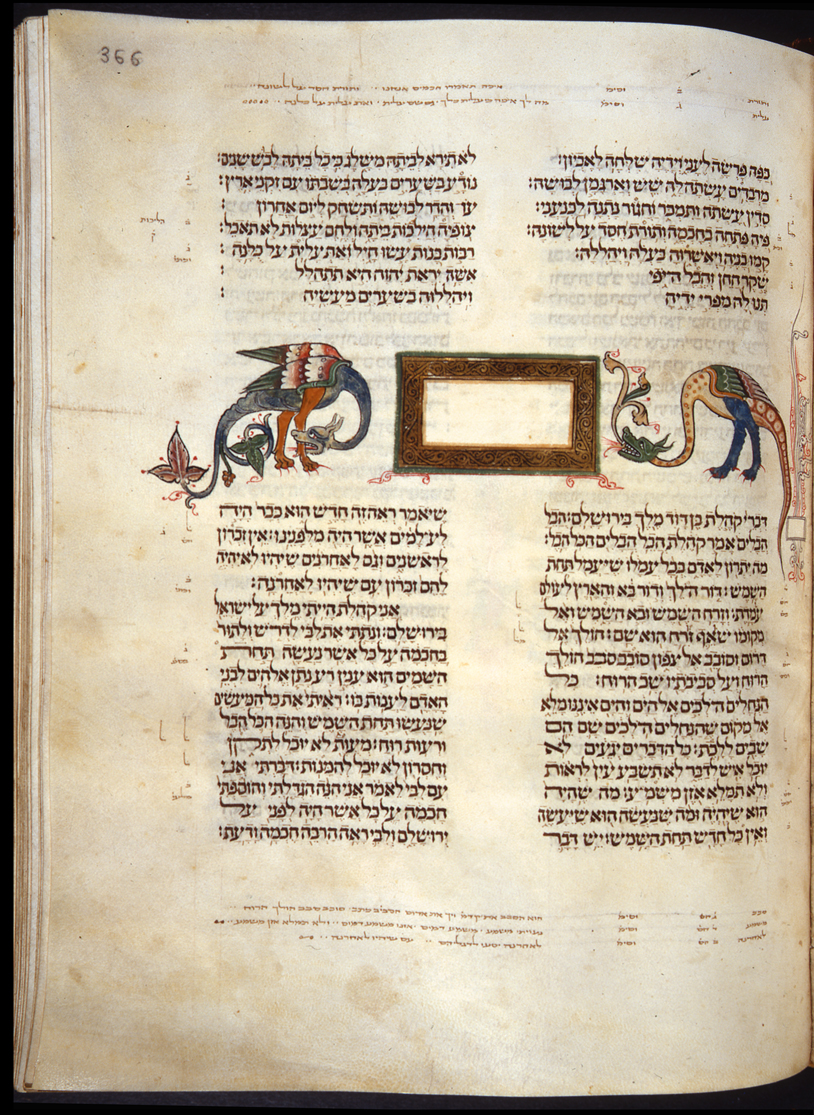
Eclesiastes (fl 366r)
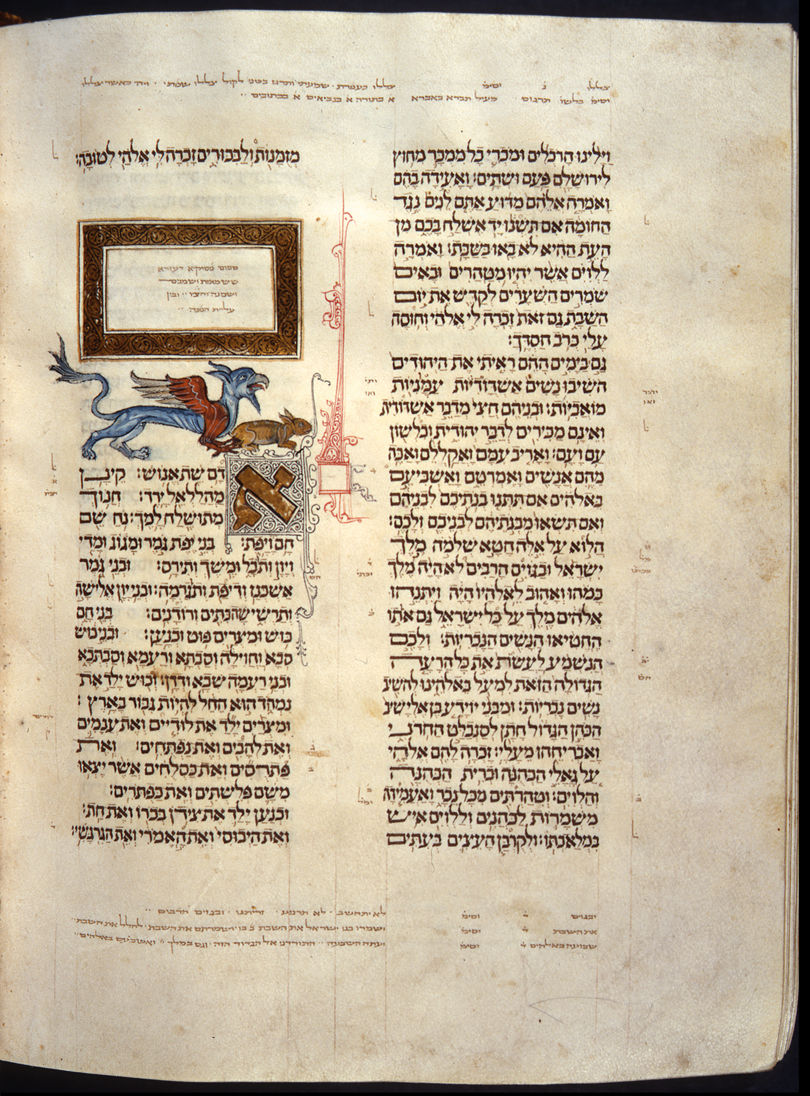
Crónicas (fl 399v)
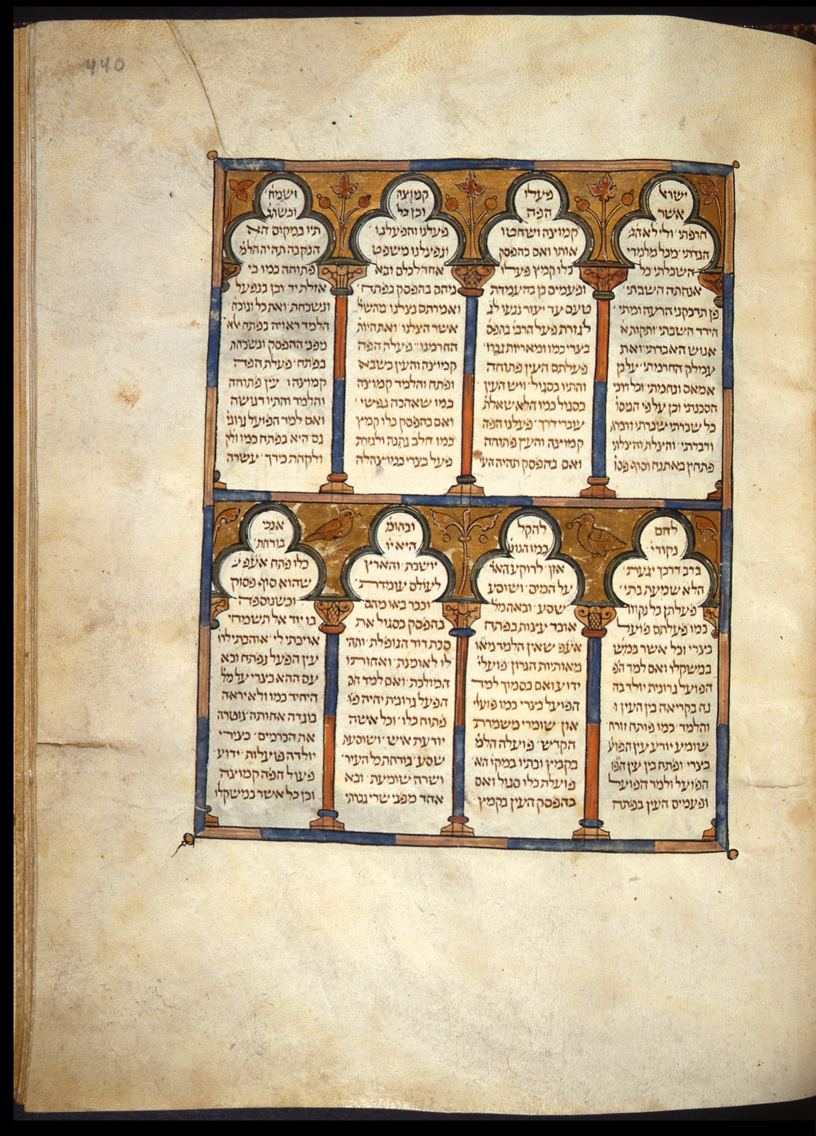
Gramática (fl 440r)